# ویلیام تاکری
ویلیام تاکری (به انگلیسی: William Makepeace Thackeray) ‏ (۱۸۱۱–۱۸۶۳) نویسنده، شاعر و طنزپرداز انگلیسی بود.